# Оноди, Хенриетта
Хенриетта Оноди (венг. Henrietta Ónodi, род. 22 мая 1974) — венгерская спортивная гимнастка. На Олимпийских играх 1992 года завоевала золотую медаль в опорном прыжке и серебро в вольных упражнениях. Чемпионка мира 1992 года в вольных упражнениях и Европы 1989 года на брусьях, неоднократная медалистка чемпионатов мира и Европы.